# 1977 في لبنان
فيما يلي قوائم الأحداث التي وقعت خلال عام 1979 في لبنان.